# Инихнум
Инихнум (егип. Ijnj-ḫnm «Хнум — мой отец»), также Хнум-Ини, — высокопоставленный древнеегипетский чиновник в конце II — начале III династии. При каком правителе он служил точно не известно, отчего этот вопрос остаётся спорным.

## Археологические свидетельства
Имя Инихнума встречается исключительно в надписях чёрными чернилами на алебастровых осколках и фрагментах сосудов, а также на нескольких известняковых остраконах. Эти артефакты найдены под ступенчатой пирамидой в восточных галереях некрополя фараона Джосера (III династия) в Саккаре и в большой крепости Шунет эль-Зебиб фараона Хасехемуи (конец II династии) в Абидосе. Другие находки с именем Инихнума относятся к двум частным гробницам-мастабам в Саккаре и пирамиде фараона Сехемхета. Чернильные надписи короткие, а написаны сделаны иератическим письмом.

## Биография

### Имя
Имя Инихнума связано с богом Хнумом. Тоби Уилкинсон переводит имя как «Хнум — мой отец» и оценивает это как доказательство культа бога Хнума во время правления фараона Нинечера.

### Титулы
Как высокопоставленный чиновник и жрец Инихнум носил следующие титулы:
- знатный (егип. Iry-pat)
- лакей короля (егип. Hery-tep nesw)
- Sem-жрец
- служитель Хнума (егип. Hem-netjer Khnum)

Титулы Инихнума типичны для членов королевской семьи, особенно для царевичей. Надписи, кроме того, показывают, что Инихнум участвовал в фестивале хеб-сед. Возможно, он разделял свои обязанности с неким Маа-апер-Мином.

### Карьера
Илона Регульски и Питер Каплони убеждены, что Инихнум занимал свой пост некоторое время в конце правления Хасехемуи и в начале правления Сехемхета. Более ранние предположения, сделанные Вольфгангом Хельком, датировали чернильные надписи Инихнума временем Нинечера (3-й правитель II династии). Илона Регульски указывает на сходство чернильных надписей Абидоса и находок в Саккаре с скорописными рукописями II и III ранних династий. Во-первых, Регульски отмечает, что слова, фигурирующие рядом с именем чиновника, 17 отчётов о крупном рогатом скоте, написаны способом письма, который не был распространён до правления Джосера. Кроме того, если подсчёт крупного рогатого скота отмечался каждый второй год, как это было во времена Древнего царства, Инихнум должен был служить фараону, царствовавшему не менее 34 лет. Такое долгое правление также отмечено у Нинечера в начале II династии. Однако Регульски подозревает, что Хасехемуи или Джосер правили дольше, чем предполагается.
Особые дизайны шрифтов, появляющиеся вместе с именем Инихнума, ещё не были распространены во времена правления Нинечера. В частности, Регульски указывает на специальные иероглифы и их написание иератикой: иероглиф в виде зигзага N35 при Нинечере был ещё заметно зазубренным, однако при Перибсене и далее, этот иероглиф писался как горизонтальная линия с утолщёнными концами. Это именно та форма письма, которая появляется в чернильных надписях Инихнума. Такая же ситуация была и с другими иероглифами. Таким образом, согласно Регульски, типографика чернильных надписей приводит к надёжной датировке жизни Инихнума в промежутке между концом правления Хасехемуи и началом царствования Сехемхета.

### Оценка чернильных надписей Инихнума
Чернильные надписи Инихнума имеют большое значение как для египтологов, так и для историков. Они не только показывают развитие иератического письма, но также упоминают специальную постройку рядом с именем Инихнума — это дом Ка - предшественник позднего заупокойного храма. Надписи в доме Ка указывают на неизвестного фараона II династии — Са. Существование и личность этого правителя оспариваются потому, что его имя никогда не появляется внутри сереха.

## Гробница
Точное местоположение гробницы Инихнума неизвестно. Хельк и Спенсер предполагают, что это место S2429 and S3009 Саккарского некрополя.